# Flesh and Bone (film)
Flesh and Bone is een Amerikaanse neo noir thriller uit 1993 onder regie van Steve Kloves, die ook het scenario schreef. De hoofdrollen worden vertolkt door Dennis Quaid, Meg Ryan en James Caan.

## Verhaal
Gekweld door herinneringen aan zijn vader die een gezin heeft vermoord, houdt Arlis Sweeney zich liever op de achtergrond en concentreert hij zich op zijn werk. Op een dag wordt hij geconfronteerd met zijn traumatische verleden wanneer hij Kay Davies ontmoet, een vrouw die 25 jaar geleden betrokken was bij de bloedige gebeurtenis. Tegen alle verwachtingen in worden Arlis en Kay verliefd. Maar wanneer zijn vader Roy weer opduikt met de hardvochtige Ginnie in zijn kielzog, moet Arlis voor eens en altijd afrekenen met zijn demonen uit het verleden.

## Rolverdeling
| Acteur          | Personage     |
| --------------- | ------------- |
| Dennis Quaid    | Arlis Sweeney |
| Meg Ryan        | Kay Davies    |
| James Caan      | Roy Sweeney   |
| Gwyneth Paltrow | Ginnie        |
| Scott Wilson    | Elliott       |
| Gail Cronauer   | Emma          |
| John Hawkes     | Groom         |

## Release en ontvangst
Flesh and Bone werd uitgebracht in de Amerikaanse bioscopen op 5 november 1993 en bracht in zijn openingsweekend 4,5 miljoen dollar op aan de kassa. De totale opbrengst van de film bedroeg 9.709.451 dollar.
De film behaalde een score van 70% (27 recensies) op Rotten Tomatoes, met een gemiddelde waardering van 6,2/10. Op Metacritic kreeg de film een score van 57/100 (21 recensies), wat duidt op "gemengde of middelmatige recensies".

## Trivia
- De film is opgedragen aan producent Mark Rosenberg, die op de filmset overleed aan een hartaanval.[5]